# 古河ビルヂング
古河ビルヂング（ふるかわビルヂング）は、かつて東京都千代田区丸の内二丁目に所在したオフィスビルである。

## 歴史
本ビル建設前のこの地には、丸の内仲通りに面して三菱仲10号館とその別館、三菱仲12号館があり、古河鉱業や古河電気工業など古河グループの企業が入居していた。古河鉱業は1897年に三菱一号館に入居して以来古くからの三菱地所の店子であり、古河電気工業も1937年の仲10号館別館完成からのテナントであった。古河系企業が発祥の地である日本橋室町に移転する構想が持ち上がった際にも、結局丸の内にとどまった経緯がある。
仲10号館別館は1960年に増築工事が行われたが、これを取り込む形で新たなビルを建設することとなった。施工は先の増築工事を請け負った安藤建設が担当する。1963年8月より、まず北側の仲12号館を解体し、同年10月に第1期工事に着手。第1期部分が仕上がりに入る1964年10月に第2期工事に着手し、第1期工事は1965年4月30日、第2期工事は1966年5月11日に竣工した。建物の正式名称は「古河ビルヂング」であるが、古河グループの要望により、ビルの玄関上には「古河総合ビルヂング」と表記された。2006年、本ビルと東側に隣接する丸ノ内八重洲ビルヂング、三菱商事ビルの3棟を一括して建て替える計画を発表。2006年より解体した後、2009年に丸の内パークビルディングが完成した。